# Apanteles subductus
Apanteles subductus är en stekelart som först beskrevs av Walker 1860.  Apanteles subductus ingår i släktet Apanteles och familjen bracksteklar. Inga underarter finns listade i Catalogue of Life.